# Monkey Business (album)
Monkey Business is het vierde album van The Black Eyed Peas en is in 2005 uitgebracht. Het album was wederom succesvol; in Amerika zijn er 11 miljoen stuks over de toonbank gegaan, in Europa ongeveer 2 miljoen. Door nummers van het album werd de groep voor 4 Grammy Awards genomineerd, en wonnen ze de Grammy in de categorie Beste Rap Optreden Door Een Groep Of Duo voor Don't Phunk With My Heart. Het is ook het tweede album van de groep met Fergie als zangeres, die na dit album even solo ging. 

## Nummers
- = niet op elke versie van dit album aanwezig

Will.i.am · Apl.de.ap · Taboo · Fergie